# Jan Nisséus
Jan Ossian Nisséus, född 22 oktober 1933 i Enskede, död 2 juli 1998 i Hägersten, var en svensk ingenjör.
Jan Nisséus var son till ombudsman Ossian Anderson och Maria Kållberg. Han tog ingenjörsexamen vid Stockholms stads tekniska aftonskola 1953, var verksam vid Värtagasverket 1951–1954, avdelningschef vid landstingets inköpscentral i Solna 1954, läkemedelskonsulent hos Ciba Produkter AB i Vällingby 1962 och hos Ferrosan AB i Malmö från 1964. Han innehade Handelsfirman Jani från 1964.
Åren 1956–1968 var han gift med Irene Rönngren (1930–1978), dotter till teletekniker William Rönngren och Ebba Flodin, samt fick barnen Eva (född 1957) och Jörgen (född 1963). Senare var han omgift till 1977 med Ruth Palmgren (1925–1994).